# Болонь (Хабаровский край)
Бо́лонь — село в Амурском районе Хабаровского края. Административный центр Болоньского сельского поселения.

## География
Село расположено на железнодорожной линии Волочаевка II — Комсомольск-на-Амуре между Разъездом 21 и пос. Менгон, в 65 км к юго-западу от Амурска.

## История
Основано в 1932 году как населённый пункт при железнодорожной станции. С 1948 по 1999 г. имело статус посёлка городского типа.

## Население
| 1915  | 1926 | 1959  | 1970  | 1979  | 1989  | 1992  |
| ----- | ---- | ----- | ----- | ----- | ----- | ----- |
| 149   | ↗169 | ↗2872 | ↘1716 | ↘1595 | ↘1202 | ↘1100 |
| 2002  | 2010 | 2011  | 2012  | 2021  |       |       |
| ↗1136 | ↘946 | ↘939  | ↘913  | ↘381  |       |       |